# Women and Bloody Terror
Women and Bloody Terror es una película estadounidense de drama, terror y crimen de 1970, dirigida por Joy N. Houck Jr., que a su vez la escribió junto a J.J. Milane, Albert J. Salzer y Robert A. Weaver, musicalizada por Norma Green, Jim Helms y Gary Le Mel, en la fotografía estuvo Robert A. Weaver, el elenco está compuesto por Georgine Darcy, Marcus J. Grapes y Gerald McRaney, entre otros. El filme se estrenó el 13 de marzo de 1970.

## Sinopsis
Durante el transcurso del Mardi Gras en Nueva Orleans, una ama de casa del suburbio abandona sus valores conservadores para transformarse en una descarada que tiene sexo con cada hombre que le atrae; inclusive con el novio de su hija. Todo marcha muy bien hasta que el encargado del estacionamiento de un motel y su aterrador compañero empiezan a perseguirla para extorsionarla.